# سباق طواف فرنسا 1921
سباق طواف فرنسا 1921 من سلسلة سباقات سباق طواف فرنسا. أقيم هذا السباق في تاريخ 26 يونيو - 24 يوليو 1921 على 15 مراحل. بعد مرور 221 ساعة و50 دقيقة و26 ثانية وبعد طي 5484 كم بمتوسط 24.72 كم في الساعة فاز بالميدالية الذهبية ليون سيور من بلجيكا، فيما حصد هيكتور أوسجييم من بلجيكا الميدالية الفضية، وكانت الميدالية البرونزية من نصيب أونور بارثيليمي من فرنسا.

## الميداليات
| ذهب                | فضة                     | برونز                   |
| ليون سيور - بلجيكا | هيكتور أوسجييم - بلجيكا | أونور بارثيليمي - فرنسا |